# The Call of the Traumerei
The Call of the Traumerei è un cortometraggio muto del 1914 diretto da Jacques Jaccard e Lorimer Johnston. Prodotto dalla Flying A, il film aveva come interpreti Sydney Ayres, Vivian Rich, Harry von Meter.

## Trama
Non in buona salute per lo stress, il giovane pittore Calvin Demorest segue il consiglio dell'amico Rizzio che lo manda a riposare in campagna. Lì Calvin incontra Enid Summer, una semplice ragazza che suona, senza averlo studiato, il violino. Lui le insegna "Traumerei", un brano sereno che fa sentire il potere della musica. Tornato in città richiamato dalla morte dello zio che gli ha lasciato un'eredità destinata a completare i suoi studi artistici all'estero, parte portandosi l'immagine di Enid nel cuore.

Dopo due anni, il ricordo di Enid si è offuscato e Calvin si è innamorato dell'attrice Vera De Lys. Enid, nel frattempo, si è trasferita in città, diventando allieva di Rizzio, a cui però non parla del suo amore per Calvin. Quando questi torna dall'Europa pieno di energia e entusiasmo, riprende a vivere nel suo vecchio studio, ignorando che la sua vicina è proprio Enid, che si tiene in disparte, ignorata. Gli sforzi per sfondare come pittore, però, sono vani: i suoi quadri sono costantemente respinti dai mercanti d'arte e lui si sente un fallito, tanto a giungere a distruggere i suoi lavori. Neppure Rizzio riesce a tirarlo su annunciandogli la sua prossima mostra d'arte. Enid lo evita e rinuncia alle lezioni di musica per non incontrarlo. La sua ultima lezione è con "Traumerei": la musica raggiunge la stanza di Calvin mentre il pittore sta indugiando su una fiala di acido. Il giovane rivede il giorno di disperazione nel quale aveva lasciato Enid e, strappando pennelli e tavolozza, produce la sua visione sulla tela. Alla mostra il quadro vince. Enid scopre di non essere stata dimenticata e Rizzio scopre il segreto dei suoi due protetti. Intanto Calvin rivede Vera, in tour americano, e ripreso dalla sua infatuazione per lei, abbandona la mostra lasciando un appuntamento a Rizzio in un cabaret.

Rizzio, d'accordo con il direttore del locale, organizza l'esibizione di Enid. Le note di "Traumerei" che escono dal suo violino calmano la folla rumorosa e penetrano in un angolo appartato dove Calvin e Vera si sono ritirati. Calvin risponde alla chiamata, ma Enid gli sfugge e scompare. Torna nel suo studio, dove Rizzio lo ritrova disperato, ma si riprende rapidamente e capisce quando Rizzio gli dice di seguire la chiamata della "Traumerei", che lo riporta al vecchio luogo di incontro, dove trova Enid ad aspettarlo.

## Produzione
Il film fu prodotto dalla Flying A (American Film Manufacturing Company).

## Distribuzione
Distribuito dalla Mutual, il film - un cortometraggio in tre bobine - uscì nelle sale cinematografiche degli Stati Uniti il 9 marzo 1914.